# Der gekreuzigte Gott
Das im Jahr 1972 erschienene Buch Der gekreuzigte Gott von Jürgen Moltmann behandelt nicht mehr die alte theologische Frage, was der Tod Christi für die Menschheit bedeutet, sondern die, was er für Gott bedeutet. Weniger theologisch ausgedrückt geht es um eine Theologie nach Auschwitz.
Das Buch stellt eine komplementäre Ergänzung zu Moltmanns acht Jahre zuvor erschienenem Hauptwerk Theologie der Hoffnung dar. War dort der Ausgangspunkt die Auferstehung (Ostern), so ist es hier Karfreitag und das Kreuz. Beides ist aber dialektisch verbunden, weil die Auferstehung für Gottes Verheißung, das Kreuz für Gottes Liebe steht.
Das Werk wurde in mehrere Sprachen übersetzt, u. a. ins Niederländische, Englische,  Französische, Spanische, Tschechische und Kroatische. Von der deutschen Ausgabe erschienen bis 2002 sieben Auflagen.

## Hauptgedanken
Die Grunderfahrung, die Moltmann zum vertieften Glauben führte, war die der Verlassenheit von Gott. Er hatte sie im Feuersturm von Hamburg gemacht und erlebte sie wieder, als er sich für das Geschehen von Auschwitz mitverantwortlich fühlte. Trost gab ihm in dieser Situation nur, dass Christus dieselbe Erfahrung der Gottesverlassenheit gemacht hatte.
Von der Gottverlassenheit Jesu her kommt er zu folgenden Hauptaussagen über Gott:
Gott ist leidensfähig, denn sonst wäre die Passionsgeschichte Christi keine Offenbarung Gottes. Gott liebt sein Volk und die Gerechtigkeit. Deshalb leidet er mit allen Leidenden, weil er an ihrem Schicksal teilnimmt. Aber er leidet anders als sie. Er erleidet nicht das Sterben, er leidet unter dem Tod seines Sohnes. Nur wenn Gott leidet, kann die Auferstehung Heilsbedeutung für die Welt gewinnen.

## Kritik
Diese Sicht Gottes wurde von verschiedenen Positionen aus kritisiert:

### Gott darf nicht leiden
Karl Rahner betont: Wir sind in das Leid zementiert. Gott steht darüber.
Johann Baptist Metz argumentiert: Gott darf nicht leiden, damit die Theodizeefrage offenbleibt. Wir müssen fragen dürfen: Warum ist so viel Leiden in der Welt?
Hans Küng hebt hervor: Gott ist jenseits des Verstehens. Dem Menschen bleibt angesichts des Leidens nur das Schweigen.

### Gott darf nicht sadistisch sein
Dorothee Sölle sieht in dem Gott, der Jesu Tod nicht von Anfang an als Erlösungsgeschehen begreift, einen sadistischen Gott, weil er seinen eigenen Sohn tötet. Später nimmt sie aber im Zusammenhang mit der Deutung von Auschwitz eine ähnliche Position wie Moltmann ein.

## Ähnliche Positionen
Hans Urs von Balthasars Theologie wird von manchen als das katholische Gegenstück zu Moltmanns Position gesehen, und die Theologie der älteren Sölle nähert sich ebenfalls seinem Standpunkt stark an. 

## Bibliographische Angaben
Jürgen Moltmann: Der gekreuzigte Gott. Das Kreuz Christi als Grund und Kritik christlicher Theologie, Christian Kaiser Verlag München 1972.